# Nissan Hardbody Truck
Nissan Hardbody Truck (D21) — среднеразмерный пикап, производимый компанией Nissan с 1986 по 1997 год. Вытеснен с конвейера моделью Nissan Navara.
Автомобиль получил название Hardbody с учётом двойных бортов кузова и внешнего вида. Конкурентом является Toyota Hilux.
В Европе автомобиль получил индекс Nissan D21, а в Японии — Datsun D21. В 1992 году автомобиль был модернизирован. Производство завершилось в 1997 году.
На базе Nissan Hardbody Truck производится также автомобиль Nissan Pathfinder под индексом WD21.
В США автомобиль производился в модификациях Standart и King (с двойной кабиной).
До 2014 года автомобиль продавался в Венесуэле.

## Галерея

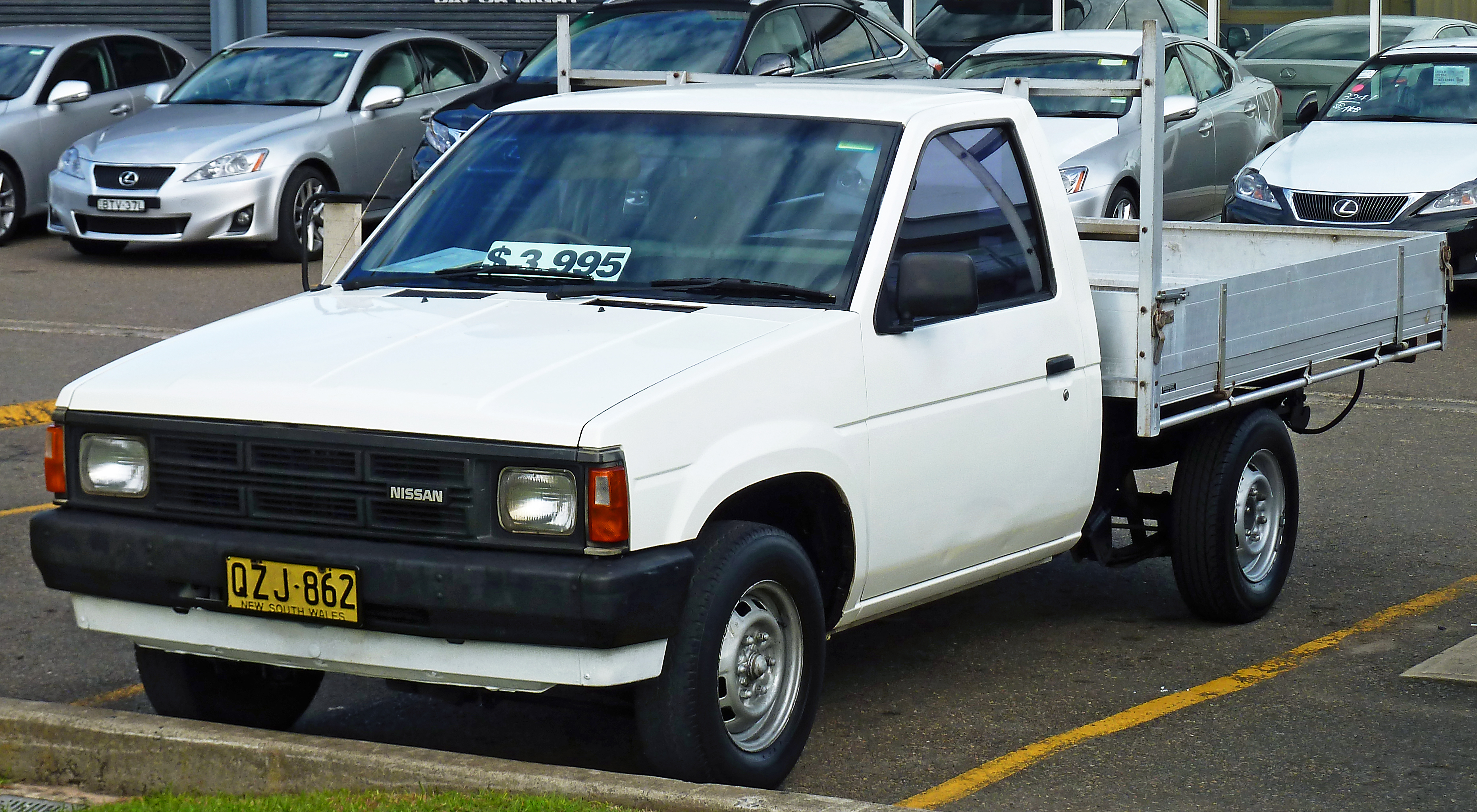
Nissan Navara (D21) DX
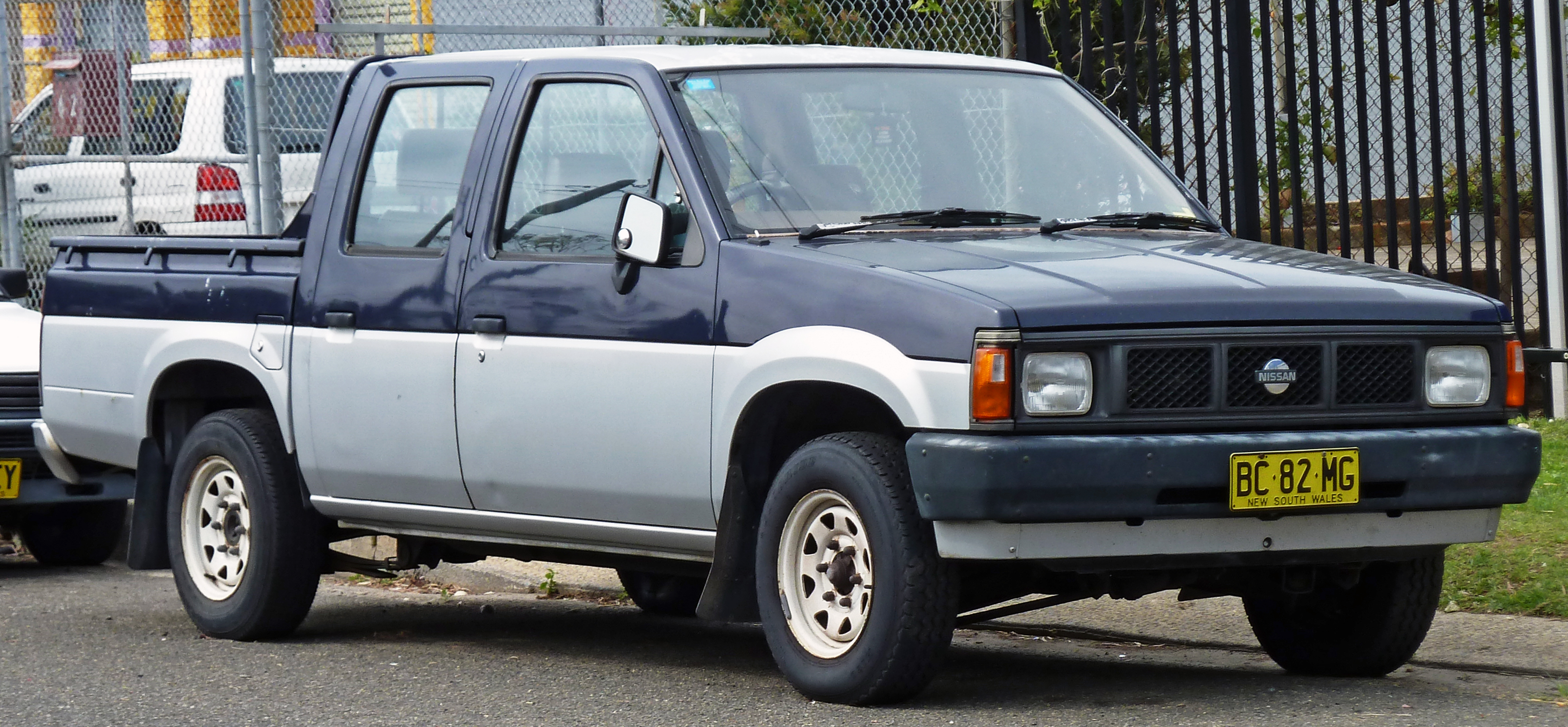
Nissan Navara (D21) в Австралии
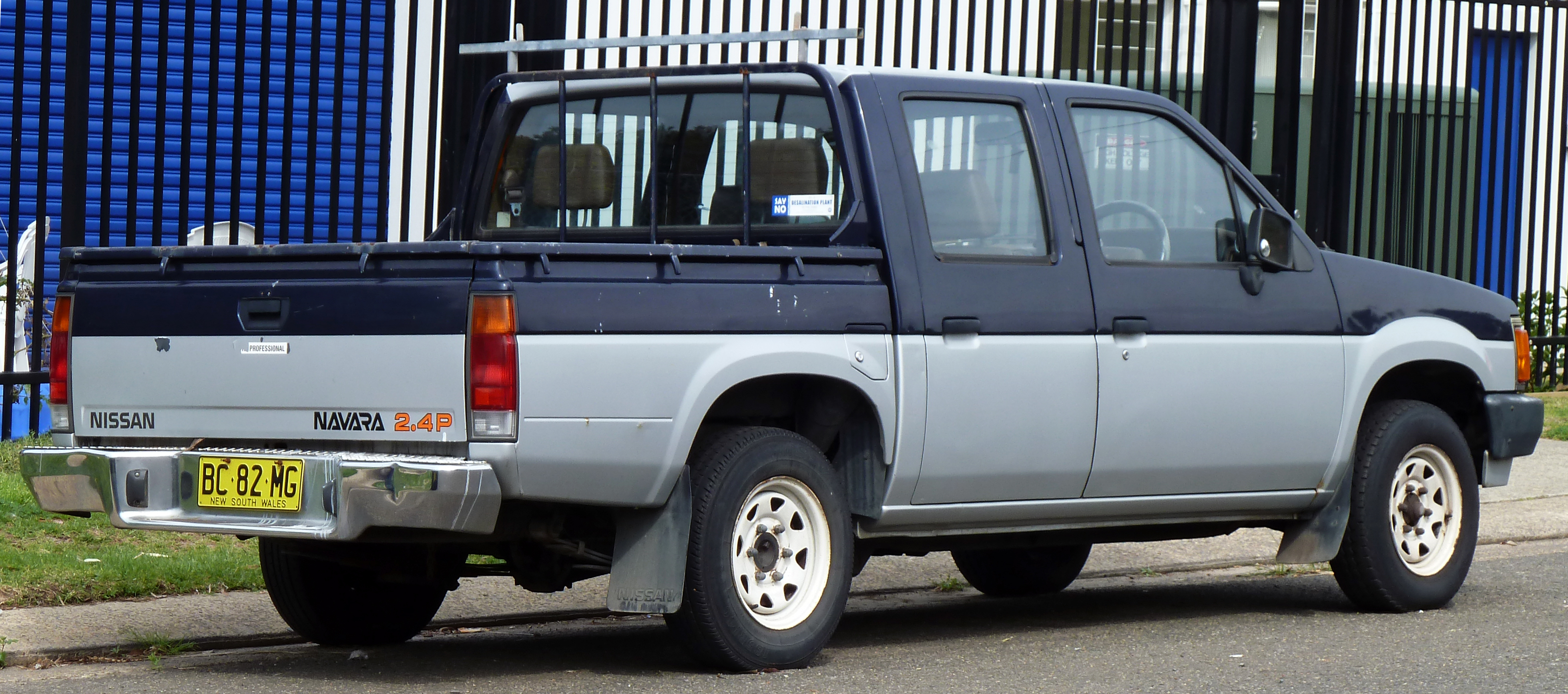
Вид сзади
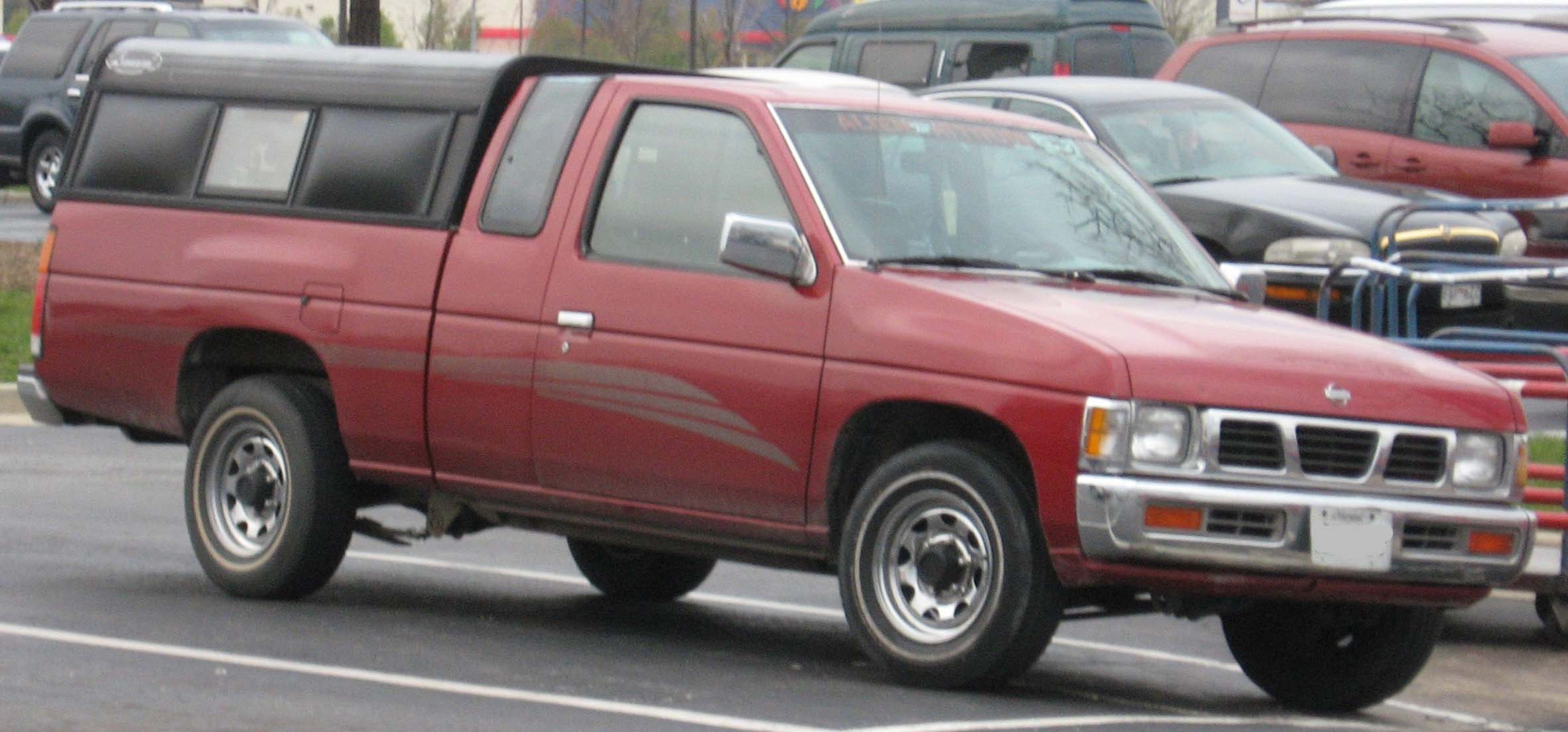
Фейслифтинг
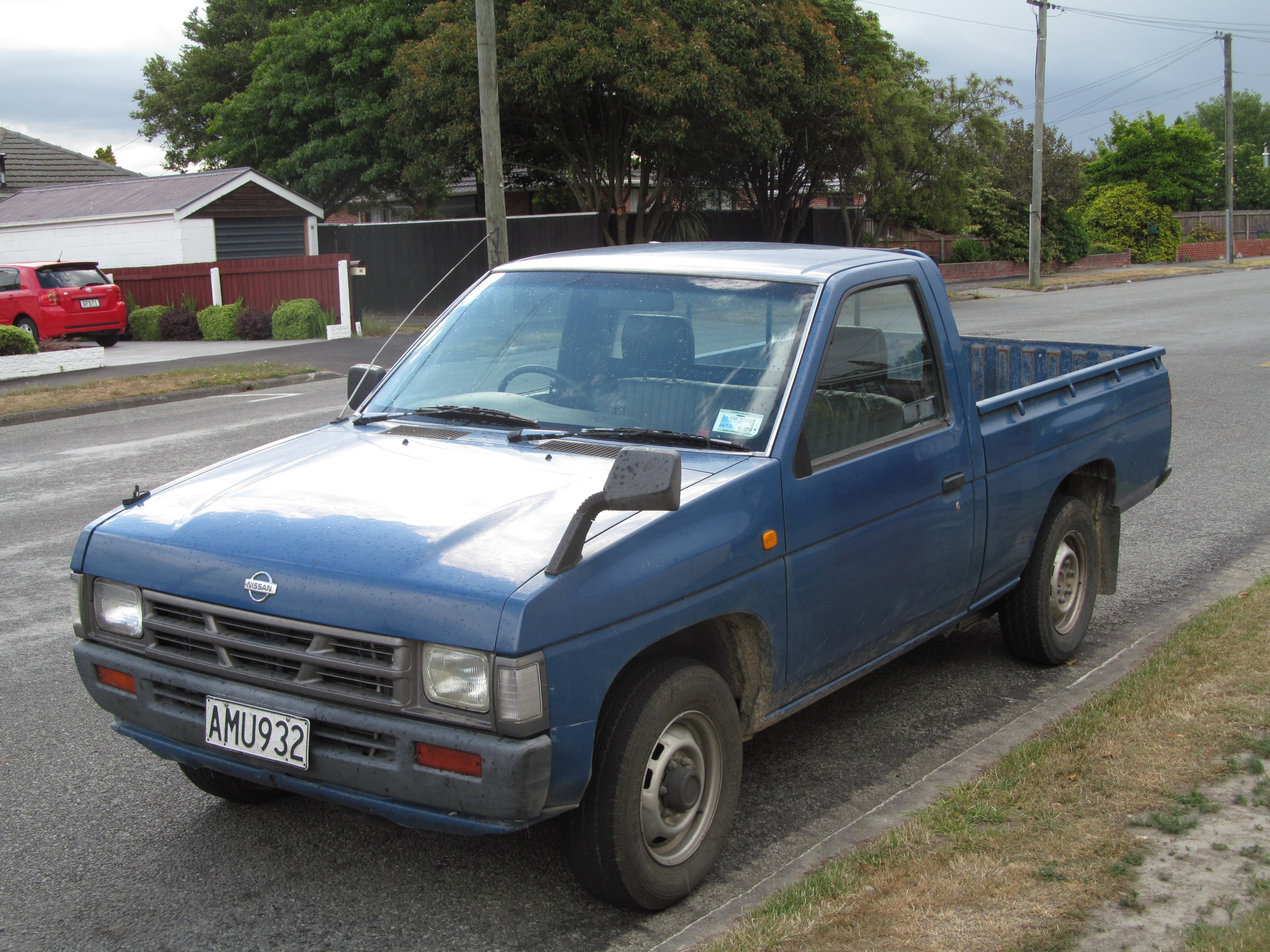
Базовая модель в Японии
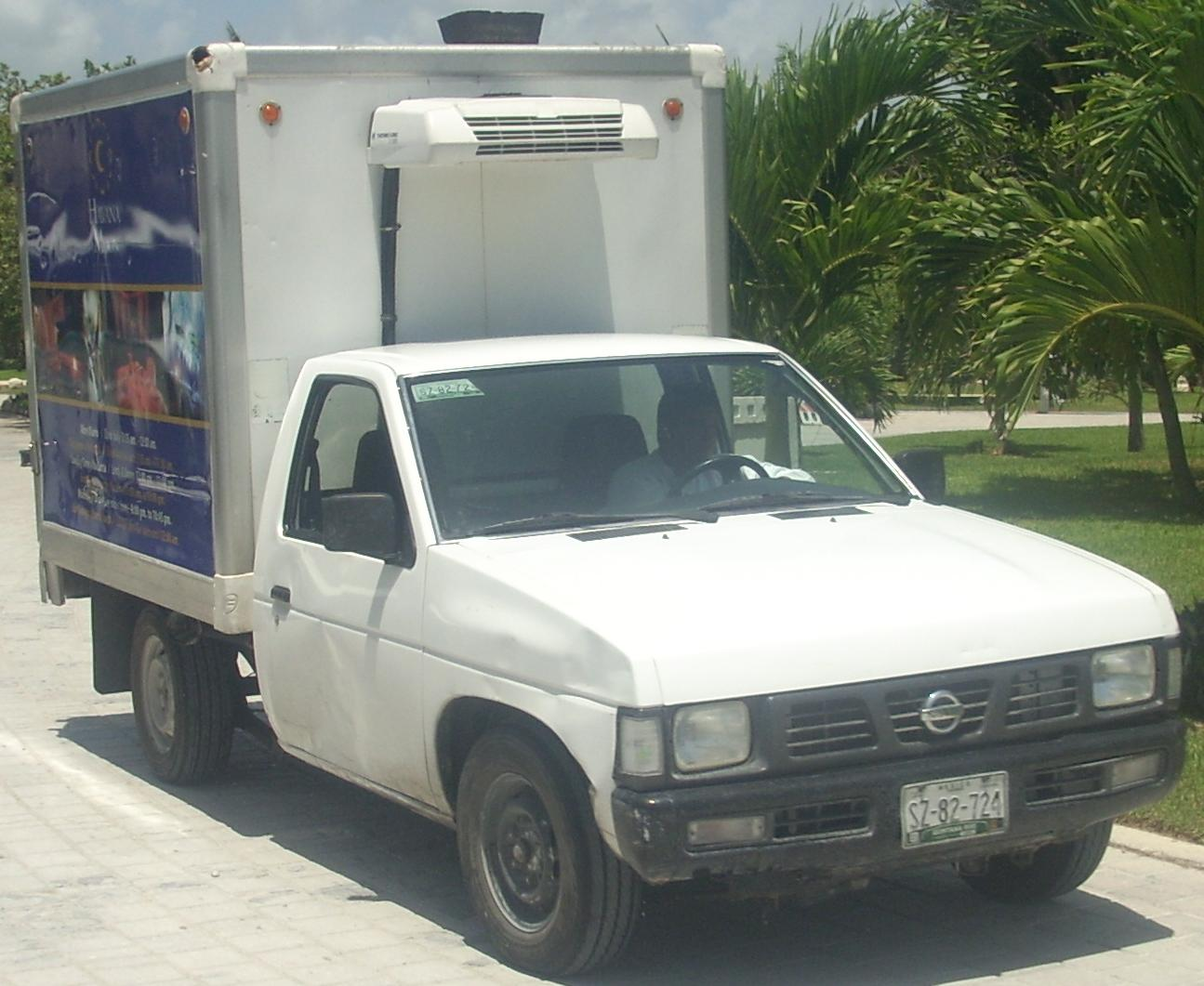
Nissan Hardbody Truck в Мексике